# 梁咏欣
梁咏欣（英語：Sandra Leung），香港民主派人士，就讀香港理工大學社會政策及行政系，現為公民黨啟德中及南地區發展主任。

## 生平

### 家庭狀況
梁咏欣出身於中國內地，梁曾表示童年時其父母在旺角經營無牌熟食小販養家，後來港府要取締小販，父母面對行業式微又難以轉型，只能做洗碗、保安等工作。當時公民黨余若薇替小販發聲，要求當局繼續發牌或續牌，因此對公民黨產生好感。

### 加入公民黨
2017年起，梁咏欣成為公民黨實習生，並於2019年8月入黨。

## 參政

### 參選2019年區議會選舉
梁咏欣源於去年在立法會九西補選為民主派助選，因民主派與建制派參選人在啟德的票站得票差距甚至近千，深感啟德被親中派壟斷，故梁決定循啟德中及南，代表公民黨參選，選前梁接到居民反映，指有大量懷疑含有「二噁英」的雜物，被棄置在距離啟德約400米的宏照道路政署地盤內，路政署回應指有關廢棄物是在公眾運動後，警方在現場收集的物證。結果梁不敵前自由黨青年團團長張景勛，以207票之差落敗。

#### 2019年區議會選舉啟德中及南選區選舉結果
| 政党   | 政党         | 候选人    | 票数  | %     | ±      |
| ------ | ------------ | --------- | ----- | ----- | ------ |
|        | 九龍社團聯會 | ①. 張景勛 | 1,574 | 53.52 | 不適用 |
|        | 公民黨       | ②. 梁詠欣 | 1,367 | 46.48 | 不適用 |
| 多数票 | 多数票       | 多数票    | 207   | 7.04  | 不適用 |

## 外部連結
- 梁咏欣 Sandra Leung Facebook專頁